# Повзик червонодзьобий
Повзик червонодзьобий (Sitta frontalis) — вид горобцеподібних птахів родини повзикових (Sittidae).

## Поширення
Вид поширений в Південній та Південно-Східній Азії. Мешкає у тропічних широколистяних або вічнозелених лісах.

## Опис
Дрібний птах, завдовжки до 13 см, У нього велика голова, короткий хвіст і сильний дзьоб. Оперення зверху синьо-фіолетове, щоки лавандового кольору. Оперення нижньої сторони бежеве, груди білясті. Дзьоб червоний, на лобі є чорна пляма. У самця є чорні брови, які відсутні у самиці.

## Спосіб життя
Мешкає у негустих лісах, трапляється в мангрових лісах та кавових плантаціях. Живиться комахами та павуками, на яких полює серед гілок дерев.

## Підвиди
- S. f. frontalis Swainson, 1820 — основна частина ареалу.
- S. f. saturatior E. J. O. Hartert, 1902 — Малайський півострів, Суматра та декілька дрібних островів.
- S. f. corallipes (Sharpe, 1888) — Калімантан
- S. f. palawana E. J. O. Hartert, 1905 — Палаван і Балабак (острови на заході Філіппін)
- S. f. velata Temminck, 1821 — Ява.[3]